# N-acetillaktozaminid 3-a-galaktoziltransferaza
N-acetillaktozaminid 3-a-galaktoziltransferaza (EC 2.4.1.87, alfa-galaktoziltransferaza, UDP-Gal:beta-D-Gal(1,4)-D-GlcNAc alfa(1,3)-galaktoziltransferaza, UDP--acetillaktozaminid alfa(1,3)-galaktoziltransferaza, UDP--acetillaktozaminid alfa-1,3--galaktoziltransferaza, UDP-Gal:Galbeta1->4GlcNAc-R alfa1->3-galaktoziltransferaza, UDP-galaktoza-acetillaktozamin alfa-D-galaktoziltransferaza, UDPgalaktoza:beta--galaktozil-beta-1,4-N-acetil--glukozaminil-glikopeptid alfa-1,3--galaktoziltransferaza, glukozaminilglikopeptid alfa-1,3-galaktoziltransferaza, uridin difosfogalaktoza-acetillaktozamin alfa1->3-galaktoziltransferaza, uridin difosfogalaktoza-acetillaktozamin galaktoziltransferaza, uridin difosfogalaktoza-galaktozilacetilglukozaminilgalaktozilglukozilkeramid galaktoziltransferaza, beta-D-galaktozil-N-acetilglukozaminilglikopeptid alfa-1,3-galaktoziltransferaza, UDP-galaktoza:N-acetillaktozaminid 3-alfa--galaktoziltransferaza, UDP-galaktoza:beta--galaktozil-1,4-beta-N-acetil--glukozaminil-R 3-alfa--galaktoziltransferaza, UDP-galaktoza:beta--galaktozil-(1->4)-beta--acetil--glukozaminil-R 3-alfa--galaktoziltransferaza) je enzim sa sistematskim imenom UDP-alfa--galaktoza:beta--galaktozil-(1->4)-beta--acetil--glukozaminil-R 3-alfa--galaktoziltransferaza. Ovaj enzim katalizuje sledeću hemijsku reakciju
UDP-alfa--galaktoza + beta-D-galaktozil-(1->4)-beta--acetil--glukozaminil-R {\displaystyle \rightleftharpoons } UDP + alfa-D-galaktozil-(1->3)-beta-D-galaktozil-(1->4)-beta-N-acetilglukozaminil-R (gde R može da bude OH, oligosaharid ili glikokonjugat)
Ovaj enzim deluje na beta-galaktozil-1,4-N-acetilglukozaminil terminus na asijalo-alfa1-kiselinskom glikoproteinu i N-acetillaktozamin (beta-D-galaktozil-1,4-N-acetil-beta-D-glukozamin).

## Literatura
- Nicholas C. Price; Lewis Stevens (1999). Fundamentals of Enzymology: The Cell and Molecular Biology of Catalytic Proteins (Third изд.). USA: Oxford University Press. ISBN 019850229X.
- Eric J. Toone (2006). Advances in Enzymology and Related Areas of Molecular Biology, Protein Evolution (Volume 75 изд.). Wiley-Interscience. ISBN 0471205036.
- Branden C; Tooze J. Introduction to Protein Structure. New York, NY: Garland Publishing. ISBN 0-8153-2305-0.
- Irwin H. Segel. Enzyme Kinetics: Behavior and Analysis of Rapid Equilibrium and Steady-State Enzyme Systems (Book 44 изд.). Wiley Classics Library. ISBN 0471303097.
- William P. Jencks (1987). Catalysis in Chemistry and Enzymology. Dover Publications. ISBN 0486654605.

## Spoljašnje veze
- N-acetyllactosaminide+3-alpha-galactosyltransferase на 